# Johann Baptist Streicher
Johann Baptist Streicher (3. ledna 1796, Vídeň - 28. března 1871, Vídeň) byl rakouský výrobce klavírů.

## Život
Johann Baptist Streiches se naučil řemeslu výroby klavírů od svých rodičů Nannette Streicherové a Johanna Andreasa Streichera a stal se jejich partnerem v podnikání v roce 1823. Skladatel Johannes Brahms dostal dostal od Streichera v roce 1870 klavír vyrobený o dva roky dříve a měl ho ve svém domě až do své smrti. V dopise pianistce Claře Schumannové Brahms psal, že „[t]am [na mém Streicherovi] vždy přesně vím, co píšu a proč píšu jedním způsobem nebo jiným“. Streicherův syn Emil prodal rodinný podnik v roce 1896 bratrům Stinglovým.

## Nahrávky na klavírech Streicher

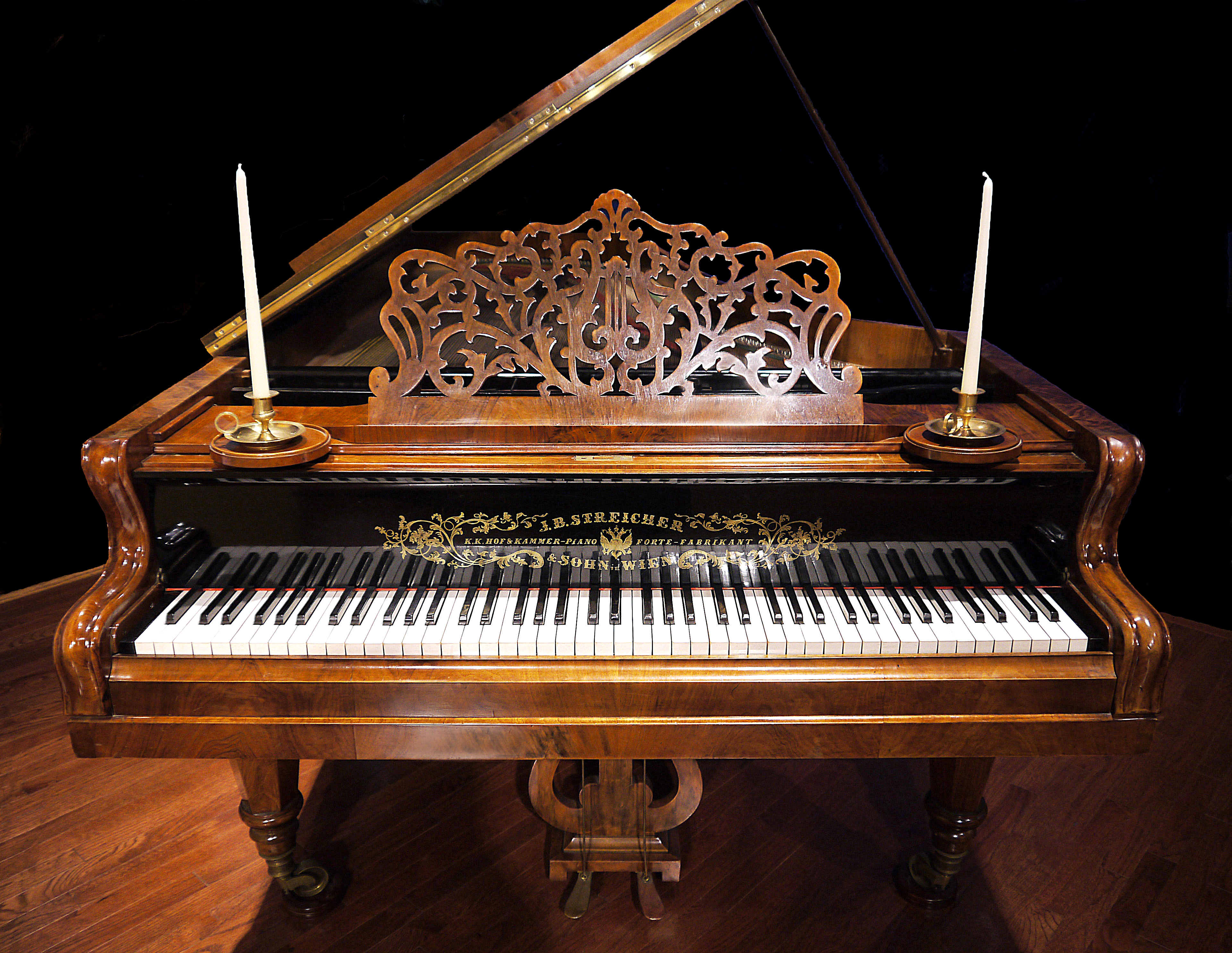
J. B. Streicher Grand Piano (Vídeň, 1869), Schubert Club, St. Paul, Minnesota

1. Boyd McDonald. Johannes Brahms. The piano Miniatures. Nahráno na originálním klavíru Streicher z roku 1851
2. Hardy Rittner. Johannes Brahms. Complete Piano Music. Nahráno na originálních klavírech Bosendorfer z roku 1846 a Streicher z roku 1856 a 1868